# Écoutez la chanson bien douce
Écoutez la chanson bien douce est une mélodie pour voix et piano de Nadia Boulanger composée en 1905 sur un poème de Paul Verlaine.

## Présentation
Écoutez la chanson bien douce est composé d'octobre au 4 décembre 1905. La mélodie, pour voix et piano, est écrite sur un poème de Paul Verlaine extrait de Sagesse (Paris, Société générale de librairie catholique, 1881).
Pour la musicienne et musicologue Anne de Fornel, à l'instar d'Aubade et d'Allons voir sur le lac d'argent, Écoutez la chanson bien douce possède « une candeur et une nonchalance qui illustrent une période créative pleine d'effervescence pour la jeune étudiante » qu'est encore Nadia Boulanger.
L'incipit de l'œuvre est : « Écoutez la chanson bien douce ».
Il existe plusieurs manuscrits autographes de la mélodie : un conservé à la Fondation internationale Nadia et Lili Boulanger, un conservé à la Médiathèque Nadia-Boulanger du CNSMDL et un conservé à la BnF (Ms. 19506).
Longtemps inédite, la partition est publiée par Alphonse Leduc en 2020 au sein du recueil Mélodies pour voix moyenne, vol. 3 (AL 30 866).
L'œuvre a également été orchestrée par la compositrice. La partition d'orchestre manuscrite est conservée à la BnF (Ms. 19507) et le matériel d'orchestre à la médiathèque Nadia-Boulanger. L'instrumentation de cette version est : 2 flûtes, 2 hautbois (le deuxième jouant cor anglais), 2 clarinettes, 2 bassons, 2 cors, harpe et cordes.
Écoutez la chanson bien douce est d'une durée moyenne d'exécution de six minutes environ.
Dans le catalogue des œuvres de la compositrice établi par la musicologue Alexandra Laederich, la pièce porte le numéro NB 7.

## Discographie
- Paul Verlaine : La Bonne Chanson ; mélodies de Gabriel Fauré, Charles Koechlin, Nadia Boulanger, Émile Naoumoff, David Lefort (ténor) et Simon Zaoui (piano), Éditions Hortus 137, 2016 — premier enregistrement mondial.
- Mademoiselle - Première Audience : Unknown Music of Nadia Boulanger, Nicole Cabell (soprano) et Lucy Mauro (piano), Delos DE 3496, 2 CD, 2017[6].
- Lili & Nadia Boulanger : mélodies, Cyrille Dubois (ténor) et Tristan Raës (piano), Aparté, 2020[7].
- Les heures claires : The Complete Songs : Nadia & Lili Boulanger, Lucile Richardot (mezzo-soprano) et Anne de Fornel (piano), Harmonia Mundi HMM 902356.58, 3 CD, 2023[8].